# اووه نوهاوس
اووه نوهاوس (انگلیسی: Uwe Neuhaus؛ زادهٔ ۲۶ نوامبر ۱۹۵۹) بازیکن فوتبال اهل آلمان است.
از باشگاه‌هایی که در آن بازی کرده‌است می‌توان به باشگاه فوتبال روت‌وایس اسن اشاره کرد.